# Regenkwartel
De regenkwartel of coromandelkwartel (Coturnix coromandelica) is een vogel uit de familie fazantachtigen (Phasianidae). De wetenschappelijke naam van de soort is voor het eerst geldig gepubliceerd in 1789 door Gmelin.

## Kenmerken
De vogel heeft een lengte van ongeveer 15 cm. Deze soort toont veel overeenkomsten met onze inlandse kwartel (Coturnix coturnix), slechts de zwarte tinten zijn hier veel intenser. In het midden van de borst bevindt zich bij de haan een zwarte vlek. Op de keel bevinden zich zwarte strepen. De zijkanten van de kop zijn diepzwart met witte zomen. Het dier heeft bruine ogen, een grijszwarte snavel en roserode poten. De hen mist de zwarte borstvlek en de zwarte strepen op de keel.

## Voortplanting
De hen legt acht tot tien eieren, die circa 17 dagen worden bebroed. De lengte bedraagt ongeveer 15 centimeter.

## Voorkomen
De soort komt voor van Pakistan tot Sri Lanka en Myanmar.

## Beschermingsstatus
Op de Rode Lijst van de IUCN heeft de soort de status niet bedreigd.